# 중화권

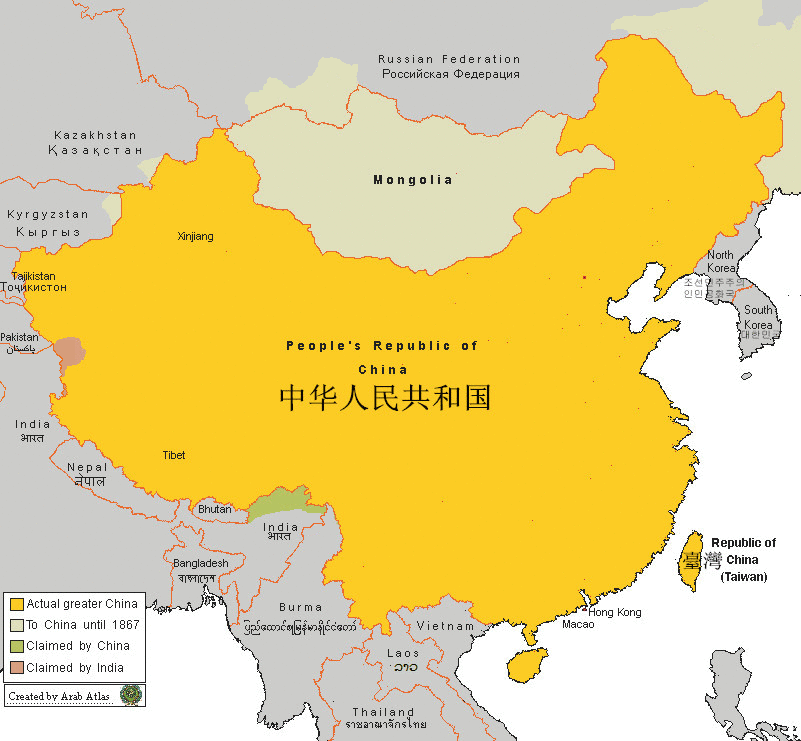

중화권(中華圈, 중국어 간체자: 大中华地区, 정체자: 大中華地區 다중화디취[*], 한자음: 대중화지구)은 중국인(특히 한족)들이 문화·경제적으로 큰 영향력을 행사하는 지역을 총칭하여 일컫는 말이다. 중화권 내에서는 대중화권(大中華圈) 또는 대중화지구(大中華地區)라고도 부른다.

## 목록
- 중국
  -  홍콩
  -  마카오
- 대만
- 싱가포르

## 같이 보기
- 한자 문화권
- 중국 대륙
- 중국어권